# 托帕納鄉 (奧爾特縣)
44°49′N 24°31′E / 44.817°N 24.517°E
托帕納鄉（羅馬尼亞語：Comuna Topana, Olt），是羅馬尼亞的鄉份，位於該國南部，由奧爾特縣負責管轄，面積36平方公里，海拔高度375米，2007年人口1,221，人口密度每平方公里34人。